# HIP 13044 b
HIP 13044 b – niepotwierdzona planeta pozasłoneczna typu gorący jowisz orbitująca wokół gwiazdy HIP 13044 położonej w gwiazdozbiorze Pieca.
Odkrycie planety zostało ogłoszone w listopadzie 2010 przez astronomów z Europejskiego Obserwatorium Południowego, pracujących w chilijskim obserwatorium La Silla. Masa planety wynosi co najmniej 1,25 MJ i okrąża ona macierzystą gwiazdę po bardzo ciasnej orbicie o promieniu wynoszącym zaledwie 0,005 promienia orbity Ziemi. Okres orbitalny planety wynosi 16,2 dni.
HIP 13044 b stanowi obiekt szczególny, ponieważ obiega gwiazdę o pozagalaktycznym pochodzeniu. Szacuje się, że kilka miliardów lat temu jedna z niewielkich galaktyk karłowatych uległa zniszczeniu, a jej gwiazdy stały się częścią Drogi Mlecznej – w tym także HIP 13044.
Praca opublikowana w 2014 podaje w wątpliwość istnienie tej planety.